# Arcatao
Arcatao é um município do departamento de Chalatenango, em El Salvador. Sua população estimada em 2007 era de 2 946 habitantes.[carece de fontes?]